# Chase Strangio
Chase Strangio est un avocat américain et militant des droits des personnes transgenres. Il exerce en tant qu'avocat au sein de l'American Civil Liberties Union (ACLU).

## Enfance et éducation
Strangio grandit près de Boston, dans le Massachusetts.
Il étudie à Grinnell College et obtient son diplôme en 2004. Après l'obtention de son diplôme, il travaille comme un parajuriste à l'association GLBTQ Legal Advocates & Defenders (GLAD). Il continue ses études à la Northeastern University School of Law. Strangio fait son coming out en tant qu'homme trans pendant ses études de droit.
Après avoir obtenu son diplôme du Nord-est en 2010, Strangio reçoit une bourse du Sylvia Rivera Law Project (SRLP), afin de poursuivre le développement de ses compétences juridiques.

## Carrière et militantisme
Après ses études de droit, Strangio travaille en tant qu'avocat pour Dean Spade, le premier professeur de droit ouvertement transgenre aux États-Unis. Les travaux de Spade ont inspiré Strangio, alors qu'il était à l'université.
En 2012, Strangio et la militante transgenre Lorena Borjas, fondent le Lorena Borjas Community Fund, afin d'aider les personnes transgenres à payer leurs cautions.
En 2013, Strangio commence à travailler pour l'ACLU. Strangio exerce comme directeur de l'équipe juridique de l'ACLU représentant le soldat de l'armée américaine Chelsea Manning. Il fait également partie de l'équipe juridique représentant l'étudiant transgenre Gavin Grimm, qui s'était vu refuser l'accès pour les garçons dans les toilettes de son école.
Strangio a fait des apparitions sur différents plateaux radiophoniques et télévisuels tel The Rachel Maddow Show, Democracy Now, For the Record with Greta, et AM Joy.

## Honneurs et reconnaissance
En 2014, Strangio est nommé dans la Trans 100 list pour sa "contribution exceptionnelle à la communauté transgenre",.
En juin 2017, Strangio est parmi ceux choisis pour la liste inaugurale des "#Pride30"de NBC Out.